# Санталидол
Санталидол — смесь изомерных терпенилциклогексанолов искусственного происхождения.

## Свойства
Санталидол — бесцветная или слабо-жёлтая вязкая жидкость. Обладает стойким сандаловым запахом. Хорошо растворим в этаноле, в воде нерастворим.
Температура самовоспламенения - 267 °C, концентрационные пределы воспламенения 0,18-1,56% (об.), температурные пределы воспламенения 138-186 °C.

## Получение
Синтез санталидола осуществляется методом конденсации камфена с гваяколом. Полученная смесь терпенилгваяколов подвергается гидрированию в присутствии скелетного никелевого катализатора. Параллельно с гидрированием происходит гидрогенолиз OCH3-группы (на ~90%) и образуется смесь 2-, 3- и 4-терпенилциклогексанолов. Запах этой смеси обусловлен в основном за счёт цис-3-(экзо-5,5,6-триметил-2-норборнил)циклогексанола (см. формулу)

## Применение
Санталидол как ценное душистое вещество широко применяется в парфюмерии и как фиксатор запаха. Вследствие устойчивости к химическим веществам и низкой летучести увеличивает стойкость запаха парфюмерных изделий.